# BMW R 20/R 23
La R 20 est une moto monocylindre quatre temps de 200 cm3 produite par la marque allemande BMW en 1937 et 1938. C'est l'un des premiers modèles de la marque à être équipé d'une fourche télescopique. Elle est ensuite déclinée en une version de 250 cm3 fabriquée de 1938 à 1940 : la R 23.

## Contexte historique
La R20 succède à la R2, qui avait eu un grand succès commercial. Elle est entièrement nouvelle, avec notamment un cadre tubulaire, une fourche télescopique et un moteur plus compact que celui de la R2. En juin 1938, les réglementations favorisant les motos de moins de 200 cm3 disparaissent : BMW décide alors de porter la cylindrée de la R20 à 250 cm3 et de commercialiser cette version plus puissante sous le nom de R23.
La seconde guerre mondiale met un terme à la commercialisation de la R23.
BMW a produit 5 000 R20 et un peu plus de 8 000 R23.

## Caractéristiques

### R 20
La R20, modèle d'entrée de gamme BMW,  bénéficie du nouveau cadre de la marque : il est toujours rigide mais c'est un double berceau tubulaire, plus performant que les cadres en tôle emboutie précédents. Contrairement au cadre des bicylindres, il est boulonné et non soudé. Une autre nouveauté améliore la tenue de route et le confort : la suspension avant à fourche télescopique qui remplace celle à ressorts à lames de la R2. Le moteur de 192 cm3 à longue course délivre 8 ch et permet à la R20 d'atteindre 95 km/h. La boîte de vitesses à trois rapports peut être commandée par un levier manuel ou au pied. La transmission finale est par arbre et cardan, les freins sont à tambour et les roues de taille identique. La R20 apparait au catalogue BMW en 1937 : proposé à 725 marks, c'est le modèle le moins cher de la gamme.

### R 23
La R23 se différencie de la R20 essentiellement par son moteur : un monocylindre de 247 cm3 aux côtes carrées délivrant 10 ch. Les autres équipements sont identiques à ceux de la R20, à l'exception du compartiment à outils désormais encastré dans le réservoir. Proposée à 750 marks, elle remplace la R20 comme modèle d'entrée de gamme dans le courant de l'année 1938. Une partie des modèles fabriqués en 1940, dernière année de production, sera réquisitionnée par les forces armées allemandes.

C'est sur la base de la R23 que BMW développera la R24 produite à partir de 1948.

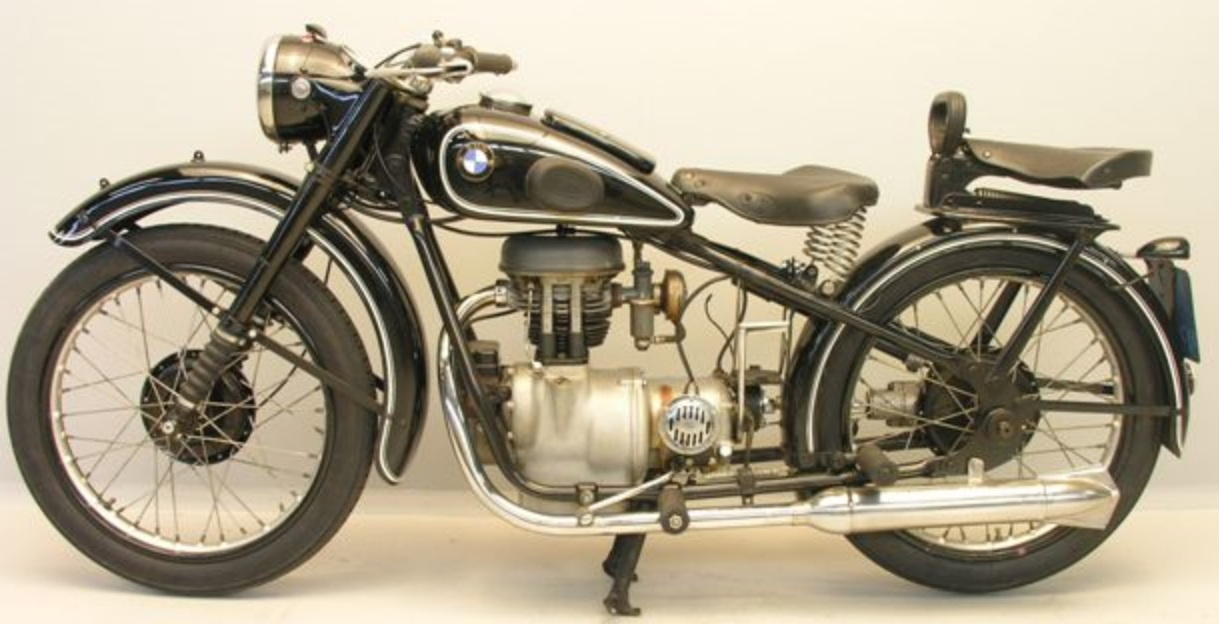
R 23 (1938).